# Piprensarormstjärna
Piprensarormstjärna (Asteronyx loveni) är en ormstjärneart som beskrevs av Müller och Franz Hermann Troschel 1842. Piprensarormstjärna ingår i släktet Asteronyx och familjen ribbormstjärnor. Enligt den svenska rödlistan är arten starkt hotad i Sverige. Arten förekommer i Götaland. Artens livsmiljö är havet. Inga underarter finns listade i Catalogue of Life.